# Équipe d'Algérie de football à la Coupe d'Afrique des nations 2015
Cet article relate le parcours de l’Équipe d'Algérie de football lors de la Coupe d'Afrique des nations de football 2015 organisée en Guinée équatoriale du 17 janvier 2015 au 8 février 2015.

## Effectif
La liste des 23 joueurs sélectionnés par Christian Gourcuff pour la CAN 2015 en Guinée équatoriale.

## Qualifications

### Groupe B
| Rang | Équipe   | Pts | J | G | N | P | Bp | Bc | Diff |  | Résultats (▼ dom., ► ext.) |     |     |     |     |
| ---- | -------- | --- | - | - | - | - | -- | -- | ---- |  | -------------------------- | --- | --- | --- | --- |
| 1    | Algérie  | 15  | 6 | 5 | 0 | 1 | 11 | 4  | +7   |  | Algérie                    |     | 1-0 | 3-0 | 3-1 |
| 2    | Mali     | 9   | 6 | 3 | 0 | 3 | 8  | 6  | +2   |  | Mali                       | 2-0 |     | 2-0 | 2-3 |
| 3    | Malawi   | 7   | 6 | 2 | 1 | 3 | 5  | 9  | -4   |  | Malawi                     | 0-2 | 2-0 |     | 3-2 |
| 4    | Éthiopie | 4   | 6 | 1 | 1 | 4 | 7  | 12 | -5   |  | Éthiopie                   | 1-2 | 0-2 | 0-0 |     |

#### Résultats et calendrier
| 1re journée                  | Éthiopie                  | 1 – 2   | Algérie                                           |                                                                                   |                                                                                   |
| 6 septembre 2014 16:00 UTC+3 | Saladin Saïd 90+6e (pen.) | (1 - 2) | 35e (csc) Salahadin Bargicho · 84e Yacine Brahimi | Stade d'Addis-Abeba, Addis-Abeba Spectateurs : 35 000 Arbitrage : Bernard Camille | Stade d'Addis-Abeba, Addis-Abeba Spectateurs : 35 000 Arbitrage : Bernard Camille |
| 6 septembre 2014 16:00 UTC+3 | Rapport                   |         |                                                   | Stade d'Addis-Abeba, Addis-Abeba Spectateurs : 35 000 Arbitrage : Bernard Camille | Stade d'Addis-Abeba, Addis-Abeba Spectateurs : 35 000 Arbitrage : Bernard Camille |

| 2e journée                    | Algérie          | 1 – 0   | Mali |                                                                             |                                                                             |
| 10 septembre 2014 20:30 UTC+1 | Carl Medjani 82e | (0 - 0) |      | Stade Mustapha-Tchaker, Blida Spectateurs : 35 000 Arbitrage : Alioum Néant | Stade Mustapha-Tchaker, Blida Spectateurs : 35 000 Arbitrage : Alioum Néant |
| 10 septembre 2014 20:30 UTC+1 | Rapport          |         |      | Stade Mustapha-Tchaker, Blida Spectateurs : 35 000 Arbitrage : Alioum Néant | Stade Mustapha-Tchaker, Blida Spectateurs : 35 000 Arbitrage : Alioum Néant |

| 3e journée                  | Malawi  | 0 – 2   | Algérie                                  |                                                                        |                                                                        |
| 11 octobre 2014 14:30 UTC+2 |         | (0 - 1) | 10e Rafik Halliche · 90+2e Djamel Mesbah | Kamuzu Stadium, Blantyre Spectateurs : 12 000 Arbitrage : Victor Gomes | Kamuzu Stadium, Blantyre Spectateurs : 12 000 Arbitrage : Victor Gomes |
| 11 octobre 2014 14:30 UTC+2 | Rapport |         |                                          | Kamuzu Stadium, Blantyre Spectateurs : 12 000 Arbitrage : Victor Gomes | Kamuzu Stadium, Blantyre Spectateurs : 12 000 Arbitrage : Victor Gomes |

| 4e journée                  | Algérie                                                   | 3 – 0   | Malawi |                                                                                         |                                                                                         |
| 15 octobre 2014 20:30 UTC+1 | Yacine Brahimi 1re · Riyad Mahrez 45e · Islam Slimani 54e | (2 - 0) |        | Stade Mustapha-Tchaker, Blida Spectateurs : 15 000 Arbitrage : Mohamed Hussein El Fadil | Stade Mustapha-Tchaker, Blida Spectateurs : 15 000 Arbitrage : Mohamed Hussein El Fadil |
| 15 octobre 2014 20:30 UTC+1 | Rapport                                                   |         |        | Stade Mustapha-Tchaker, Blida Spectateurs : 15 000 Arbitrage : Mohamed Hussein El Fadil | Stade Mustapha-Tchaker, Blida Spectateurs : 15 000 Arbitrage : Mohamed Hussein El Fadil |

| 5e journée                   | Algérie                                   | 3 – 1   | Éthiopie  |                                                                               |                                                                               |
| 15 novembre 2014 20:30 UTC+1 | Feghouli 32e · Mahrez 40e · Brahimi 45+2e | (3 - 1) | 21e Oumed | Stade Mustapha-Tchaker, Blida Spectateurs : 14 000 Arbitrage : Ali Lemghaifry | Stade Mustapha-Tchaker, Blida Spectateurs : 14 000 Arbitrage : Ali Lemghaifry |
| 15 novembre 2014 20:30 UTC+1 | Rapport                                   |         |           | Stade Mustapha-Tchaker, Blida Spectateurs : 14 000 Arbitrage : Ali Lemghaifry | Stade Mustapha-Tchaker, Blida Spectateurs : 14 000 Arbitrage : Ali Lemghaifry |

| 6e journée                   | Mali                               | 2 – 0   | Algérie |                                                                          |                                                                          |
| 19 novembre 2014 16:00 UTC±0 | Keita 29e (pen.) · M. Yatabaré 51e | (1 - 0) |         | Stade du 26 Mars, Bamako Spectateurs : 20 000 Arbitrage : Joseph Lamptey | Stade du 26 Mars, Bamako Spectateurs : 20 000 Arbitrage : Joseph Lamptey |
| 19 novembre 2014 16:00 UTC±0 | Rapport                            |         |         | Stade du 26 Mars, Bamako Spectateurs : 20 000 Arbitrage : Joseph Lamptey | Stade du 26 Mars, Bamako Spectateurs : 20 000 Arbitrage : Joseph Lamptey |

## 1ertour

### Algérie-Afrique du Sud
| 19 janvier 2015                         | Algérie                                          | 3 - 1   | Afrique du Sud | Estadio de Mongomo Mongomo, Guinée équatoriale                                          |                                                                                         |
| 20:00 UTC+1 · Historique des rencontres | Hlatshwayo 67e (csc) · Ghoulam 72e · Slimani 83e | (0 - 0) | Phala 50e      | Spectateurs : 13 569 Diffuseur : EPTV beIN Sports Eurosport Arbitrage : Noumandiez Doué | Spectateurs : 13 569 Diffuseur : EPTV beIN Sports Eurosport Arbitrage : Noumandiez Doué |
| 20:00 UTC+1 · Historique des rencontres | Rapport                                          |         |                | Spectateurs : 13 569 Diffuseur : EPTV beIN Sports Eurosport Arbitrage : Noumandiez Doué | Spectateurs : 13 569 Diffuseur : EPTV beIN Sports Eurosport Arbitrage : Noumandiez Doué |

|  |         |                |
|  | Algérie | Afrique du Sud |

| :Algérie           |    |                        |     |     |
|                    |    |                        |     |     |
| Gardien de but     | 23 | Raïs M'Bolhi           |     |     |
|                    | 20 | Aïssa Mandi            | 54e |     |
|                    | 12 | Carl Medjani           |     |     |
|                    | 5  | Rafik Halliche         |     |     |
|                    | 3  | Faouzi Ghoulam         |     |     |
|                    | 10 | Sofiane Feghouli       |     |     |
|                    | 14 | Nabil Bentaleb         |     |     |
|                    | 8  | Medhi Lacen            |     | 63e |
|                    | 7  | Riyad Mahrez           |     | 59e |
|                    | 13 | Islam Slimani          |     |     |
|                    | 11 | Yacine Brahimi         |     | 89e |
| Remplaçants :      |    |                        |     |     |
|                    | 9  | Ishak Belfodil         |     | 59e |
|                    | 19 | Saphir Taïder          |     | 63e |
|                    | 15 | El Arbi Hillel Soudani |     | 89e |
| Sélectionneur :    |    |                        |     |     |
| Christian Gourcuff |    |                        |     |     |

| :Afrique du Sud |    |                    |     |     |
|                 |    |                    |     |     |
| Gardien de but  | 1  | Darren Keet        |     |     |
|                 | 6  | Anele Ngcongca     |     |     |
|                 | 14 | Thulani Hlatshwayo |     |     |
|                 | 2  | Rivaldo Coetzee    |     | 29e |
|                 | 11 | Thabo Matlaba      | 31e |     |
|                 | 15 | Dean Furman        |     |     |
|                 | 18 | Thuso Phala        |     |     |
|                 | 5  | Andile Jali        |     |     |
|                 | 20 | Oupa Manyisa       |     |     |
|                 | 23 | Tokelo Rantie      |     | 79e |
|                 | 10 | Sibusiso Vilakazi  |     | 85e |
| Remplaçants :   |    |                    |     |     |
|                 | 4  | Siyabonga Nhlapo   |     | 29e |
|                 | 9  | Bongani Ndulula    |     | 79e |
|                 | 7  | Mandla Masango     |     | 85e |
| Sélectionneur : |    |                    |     |     |
| Ephraim Mashaba |    |                    |     |     |

| Assistants : Songuifolo Yéo Jean-Claude Birumushasu Quatrième arbitre : Aboubacar Mario Bangoura Homme du Match : Faouzi Ghoulam |

### Algérie-Ghana
| 23 janvier 2015                         | Algérie | 0 - 1   | Ghana      | Estadio de Mongomo Mongomo, Guinée équatoriale                                          |                                                                                         |
| 17:00 UTC+1 · Historique des rencontres |         | (0 - 0) | 90+2e Gyan | Spectateurs : 12,387 Diffuseur : EPTV beIN Sports Eurosport Arbitrage : Koman Coulibaly | Spectateurs : 12,387 Diffuseur : EPTV beIN Sports Eurosport Arbitrage : Koman Coulibaly |
| 17:00 UTC+1 · Historique des rencontres | Rapport |         |            | Spectateurs : 12,387 Diffuseur : EPTV beIN Sports Eurosport Arbitrage : Koman Coulibaly | Spectateurs : 12,387 Diffuseur : EPTV beIN Sports Eurosport Arbitrage : Koman Coulibaly |

| Algérie | Ghana |

| :Algérie           |    |                  |       |     |
|                    |    |                  |       |     |
| Gardien de but     | 23 | Raïs M'Bolhi     |       |     |
|                    | 20 | Aïssa Mandi      |       |     |
|                    | 12 | Carl Medjani     |       |     |
|                    | 2  | Madjid Bougherra | 45+1e |     |
|                    | 3  | Faouzi Ghoulam   |       |     |
|                    | 14 | Nabil Bentaleb   | 73e   |     |
|                    | 8  | Medhi Lacen      |       | 71e |
|                    | 10 | Sofiane Feghouli |       |     |
|                    | 19 | Saphir Taïder    |       |     |
|                    | 11 | Yacine Brahimi   |       | 87e |
|                    | 9  | Ishak Belfodil   |       | 56e |
| Remplaçants :      |    |                  |       |     |
|                    | 13 | Islam Slimani    |       | 56e |
|                    | 7  | Riyad Mahrez     |       | 71e |
|                    | 17 | Foued Kadir      |       | 87e |
| Sélectionneur :    |    |                  |       |     |
| Christian Gourcuff |    |                  |       |     |

| :Ghana          |    |                        |     |     |
|                 |    |                        |     |     |
| Gardien de but  | 1  | Brimah Razak           |     |     |
|                 | 23 | Harrison Afful         |     |     |
|                 | 18 | Daniel Amartey         |     |     |
|                 | 19 | Jonathan Mensah        |     |     |
|                 | 17 | Baba Rahman            |     |     |
|                 | 8  | Emmanuel Agyemang-Badu |     |     |
|                 | 6  | Afriyie Acquah         | 26e | 55e |
|                 | 7  | Christian Atsu         |     |     |
|                 | 9  | Jordan Ayew            |     | 78e |
|                 | 10 | André Ayew             |     | 84e |
|                 | 3  | Asamoah Gyan           |     |     |
| Remplaçants :   |    |                        |     |     |
|                 | 11 | Wakaso Mubarak         |     | 55e |
|                 | 15 | Mahatma Otoo           |     | 78e |
|                 | 14 | Solomon Asante         |     | 84e |
| Sélectionneur : |    |                        |     |     |
| Avram Grant     |    |                        |     |     |

| Assistants : Jean-Claude Birumushahu Hassan Egueh Yacin Quatrième arbitre : Joaquin Esono Eyang Homme du Match : Asamoah Gyan |

### Algérie-Sénégal
| 27 janvier 2015                         | Algérie                   | 2 - 0   | Sénégal | Nuevo Estadio de Malabo Malabo, Guinée équatoriale                                              |                                                                                                 |
| 19:00 UTC+1 · Historique des rencontres | Mahrez 11e · Bentaleb 82e | (1 - 0) |         | Spectateurs : 14 549 Diffuseur : EPTV beIN Sports Eurosport Arbitrage : Rajindraparsad Seechurn | Spectateurs : 14 549 Diffuseur : EPTV beIN Sports Eurosport Arbitrage : Rajindraparsad Seechurn |
| 19:00 UTC+1 · Historique des rencontres | Rapport                   |         |         | Spectateurs : 14 549 Diffuseur : EPTV beIN Sports Eurosport Arbitrage : Rajindraparsad Seechurn | Spectateurs : 14 549 Diffuseur : EPTV beIN Sports Eurosport Arbitrage : Rajindraparsad Seechurn |

| Algérie | Sénégal |

| :Algérie           |    |                        |     |       |
|                    |    |                        |     |       |
| Gardien de but     | 23 | Raïs M'Bolhi           | 78e |       |
|                    | 20 | Aïssa Mandi            |     |       |
|                    | 12 | Carl Medjani           |     |       |
|                    | 2  | Madjid Bougherra       |     |       |
|                    | 3  | Faouzi Ghoulam         |     |       |
|                    | 14 | Nabil Bentaleb         |     |       |
|                    | 10 | Sofiane Feghouli       |     |       |
|                    | 19 | Saphir Taïder          | 52e |       |
|                    | 11 | Yacine Brahimi         |     | 72e   |
|                    | 15 | El Arbi Hillel Soudani |     | 80e   |
|                    | 7  | Riyad Mahrez           |     | 90+2e |
| Remplaçants :      |    |                        |     |       |
|                    | 9  | Ishak Belfodil         |     | 80e   |
|                    | 8  | Medhi Lacen            |     | 72e   |
|                    | 21 | Ahmed Kashi            |     | 90+2e |
| Sélectionneur :    |    |                        |     |       |
| Christian Gourcuff |    |                        |     |       |

| :Sénégal        |    |                  |     |     |
|                 |    |                  |     |     |
| Gardien de but  | 1  | Bouna Coundoul   |     |     |
|                 | 6  | Lamine Sané      |     |     |
|                 | 3  | Papy Djilobodji  |     |     |
|                 | 2  | Kara Mbodj       |     |     |
|                 | 13 | Cheikh M'Bengue  |     | 29e |
|                 | 8  | Cheikhou Kouyaté |     |     |
|                 | 17 | Idrissa Gueye    |     |     |
|                 | 12 | Stéphane Badji   | 41e |     |
|                 | 5  | Papakouli Diop   |     | 54e |
|                 | 10 | Sadio Mané       |     | 66e |
|                 | 9  | Mame Biram Diouf | 67e |     |
| Remplaçants :   |    |                  |     |     |
|                 | 18 | Pape Souaré      | 81e | 29e |
|                 | 15 | Papiss Cissé     |     | 54e |
|                 | 11 | Dame N'Doye      |     | 66e |
| Sélectionneur : |    |                  |     |     |
| Alain Giresse   |    |                  |     |     |

| Assistants : Waleed Ahmed Ali Jerson Emiliano Dos Santos Quatrième arbitre : Joaquin Eyang Homme du Match : Riyad Mahrez |

## Quarts de finale

### Côte d’Ivoire-Algérie
| 27 janvier 2015                          | Côte d'Ivoire                 | 3 - 1   | Algérie     | Nuevo Estadio de Malabo Malabo, Guinée équatoriale                                     |                                                                                        |
| 20 h 0 UTC+1 · Historique des rencontres | Bony 26e 68e · Gervinho 90+4e | (1 - 0) | Soudani 51e | Spectateurs : 15 000 Diffuseur : EPTV beIN Sports Eurosport Arbitrage : Bakary Gassama | Spectateurs : 15 000 Diffuseur : EPTV beIN Sports Eurosport Arbitrage : Bakary Gassama |
| 20 h 0 UTC+1 · Historique des rencontres | Rapport                       |         |             | Spectateurs : 15 000 Diffuseur : EPTV beIN Sports Eurosport Arbitrage : Bakary Gassama | Spectateurs : 15 000 Diffuseur : EPTV beIN Sports Eurosport Arbitrage : Bakary Gassama |

| Côte d’Ivoire | Algérie |

| :Côte d’Ivoire  |    |                      |  |       |
|                 |    |                      |  |       |
| Gardien de but  | 16 | Sylvain Gbohouo      |  |       |
|                 | 17 | Serge Aurier         |  |       |
|                 | 22 | Wilfried Kanon       |  |       |
|                 | 4  | Kolo Touré           |  |       |
|                 | 21 | Eric Bertrand Bailly |  |       |
|                 | 5  | Siaka Tiéné          |  | 67e   |
|                 | 20 | Serey Die            |  |       |
|                 | 19 | Yaya Touré           |  |       |
|                 | 15 | Max Gradel           |  |       |
|                 | 12 | Wilfried Bony        |  | 90+1e |
|                 | 10 | Gervinho             |  |       |
| Remplaçants :   |    |                      |  |       |
|                 | 6  | Cheick Doukouré      |  | 67e   |
|                 | 11 | Tallo Gadji          |  | 90+1e |
| Sélectionneur : |    |                      |  |       |
| Hervé Renard    |    |                      |  |       |

| :Algérie           |    |                        |     |     |
|                    |    |                        |     |     |
| Gardien de but     | 23 | Raïs M'Bolhi           |     |     |
|                    | 3  | Faouzi Ghoulam         |     |     |
|                    | 2  | Madjid Bougherra       |     |     |
|                    | 20 | Aïssa Mandi            |     |     |
|                    | 12 | Carl Medjani           |     |     |
|                    | 14 | Nabil Bentaleb         | 78e |     |
|                    | 19 | Saphir Taïder          | 90e |     |
|                    | 11 | Yacine Brahimi         |     |     |
|                    | 10 | Sofiane Feghouli       |     |     |
|                    | 7  | Riyad Mahrez           |     | 72e |
|                    | 15 | El Arbi Hillel Soudani |     | 72e |
| Remplaçants :      |    |                        |     |     |
|                    | 9  | Islam Slimani          |     | 72e |
|                    | 13 | Ishak Belfodil         |     | 72e |
| Sélectionneur :    |    |                        |     |     |
| Christian Gourcuff |    |                        |     |     |

| Assistants : Jean-Claude Birumushasu Aboubacar Doumbouya Quatrième arbitre : Ali Lemghaifry Homme du Match : Wilfried Bony |

## Statistiques

### Temps de jeu
| Joueur                 |          |          |          |          | TT       | But inscrit | MJ       | MT       | Légende |
| ---------------------- | -------- | -------- | -------- | -------- | -------- | ----------- | -------- | -------- | --- |
| Gardiens               | Gardiens | Gardiens | Gardiens | Gardiens | Gardiens | Gardiens    | Gardiens | Gardiens | Abréviations et symboles : · TT : Total de minutes jouées · MJ : Nombre de matchs joués · MT : Matchs joués en tant que titulaire · : but · : joueur entré · : joueur remplacé · : capitaine · : carton jaune · : carton rouge |
| Raïs M'Bolhi           | 90       | 90       | 90       | 90       | 360      |             | 4        | 4        | Abréviations et symboles : · TT : Total de minutes jouées · MJ : Nombre de matchs joués · MT : Matchs joués en tant que titulaire · : but · : joueur entré · : joueur remplacé · : capitaine · : carton jaune · : carton rouge |
| Cédric Si Mohammed     |          |          |          |          |          |             |          |          | Abréviations et symboles : · TT : Total de minutes jouées · MJ : Nombre de matchs joués · MT : Matchs joués en tant que titulaire · : but · : joueur entré · : joueur remplacé · : capitaine · : carton jaune · : carton rouge |
| Azzedine Doukha        |          |          |          |          |          |             |          |          | Abréviations et symboles : · TT : Total de minutes jouées · MJ : Nombre de matchs joués · MT : Matchs joués en tant que titulaire · : but · : joueur entré · : joueur remplacé · : capitaine · : carton jaune · : carton rouge |
| Défenseurs             |          |          |          |          |          |             |          |          | Abréviations et symboles : · TT : Total de minutes jouées · MJ : Nombre de matchs joués · MT : Matchs joués en tant que titulaire · : but · : joueur entré · : joueur remplacé · : capitaine · : carton jaune · : carton rouge |
| Madjid Bougherra       |          | 90       | 90       | 90       | 270      |             | 3        | 3        | Abréviations et symboles : · TT : Total de minutes jouées · MJ : Nombre de matchs joués · MT : Matchs joués en tant que titulaire · : but · : joueur entré · : joueur remplacé · : capitaine · : carton jaune · : carton rouge |
| Liassine Cadamuro      |          |          |          |          |          |             |          |          | Abréviations et symboles : · TT : Total de minutes jouées · MJ : Nombre de matchs joués · MT : Matchs joués en tant que titulaire · : but · : joueur entré · : joueur remplacé · : capitaine · : carton jaune · : carton rouge |
| Rafik Halliche         | 90       |          |          |          | 90       |             | 1        | 1        | Abréviations et symboles : · TT : Total de minutes jouées · MJ : Nombre de matchs joués · MT : Matchs joués en tant que titulaire · : but · : joueur entré · : joueur remplacé · : capitaine · : carton jaune · : carton rouge |
| Carl Medjani           | 90       | 90       | 90       | 90       | 360      |             | 4        | 4        | Abréviations et symboles : · TT : Total de minutes jouées · MJ : Nombre de matchs joués · MT : Matchs joués en tant que titulaire · : but · : joueur entré · : joueur remplacé · : capitaine · : carton jaune · : carton rouge |
| Faouzi Ghoulam         | 90       | 90       | 90       | 90       | 360      | 1           | 4        | 4        | Abréviations et symboles : · TT : Total de minutes jouées · MJ : Nombre de matchs joués · MT : Matchs joués en tant que titulaire · : but · : joueur entré · : joueur remplacé · : capitaine · : carton jaune · : carton rouge |
| Djamel Mesbah          |          |          |          |          |          |             |          |          | Abréviations et symboles : · TT : Total de minutes jouées · MJ : Nombre de matchs joués · MT : Matchs joués en tant que titulaire · : but · : joueur entré · : joueur remplacé · : capitaine · : carton jaune · : carton rouge |
| Aïssa Mandi            | 90       | 90       | 90       | 90       | 360      |             | 4        | 4        | Abréviations et symboles : · TT : Total de minutes jouées · MJ : Nombre de matchs joués · MT : Matchs joués en tant que titulaire · : but · : joueur entré · : joueur remplacé · : capitaine · : carton jaune · : carton rouge |
| Mehdi Zeffane          |          |          |          |          |          |             |          |          | Abréviations et symboles : · TT : Total de minutes jouées · MJ : Nombre de matchs joués · MT : Matchs joués en tant que titulaire · : but · : joueur entré · : joueur remplacé · : capitaine · : carton jaune · : carton rouge |
| Milieux                |          |          |          |          |          |             |          |          | Abréviations et symboles : · TT : Total de minutes jouées · MJ : Nombre de matchs joués · MT : Matchs joués en tant que titulaire · : but · : joueur entré · : joueur remplacé · : capitaine · : carton jaune · : carton rouge |
| Medhi Lacen            | 63       | 71       | 18       |          | 152      |             | 3        | 2        | Abréviations et symboles : · TT : Total de minutes jouées · MJ : Nombre de matchs joués · MT : Matchs joués en tant que titulaire · : but · : joueur entré · : joueur remplacé · : capitaine · : carton jaune · : carton rouge |
| Saphir Taïder          | 27       | 90       | 90       | 90       | 297      |             | 4        | 3        | Abréviations et symboles : · TT : Total de minutes jouées · MJ : Nombre de matchs joués · MT : Matchs joués en tant que titulaire · : but · : joueur entré · : joueur remplacé · : capitaine · : carton jaune · : carton rouge |
| Nabil Bentaleb         | 90       | 90       | 90       | 90       | 360      | 1           | 4        | 4        | Abréviations et symboles : · TT : Total de minutes jouées · MJ : Nombre de matchs joués · MT : Matchs joués en tant que titulaire · : but · : joueur entré · : joueur remplacé · : capitaine · : carton jaune · : carton rouge |
| Ahmed Kashi            |          |          | 0        |          |          |             | 1        |          | Abréviations et symboles : · TT : Total de minutes jouées · MJ : Nombre de matchs joués · MT : Matchs joués en tant que titulaire · : but · : joueur entré · : joueur remplacé · : capitaine · : carton jaune · : carton rouge |
| Riyad Mahrez           | 59       | 19       | 90       | 72       | 240      | 1           | 4        | 3        | Abréviations et symboles : · TT : Total de minutes jouées · MJ : Nombre de matchs joués · MT : Matchs joués en tant que titulaire · : but · : joueur entré · : joueur remplacé · : capitaine · : carton jaune · : carton rouge |
| Sofiane Feghouli       | 90       | 90       | 90       | 90       | 360      |             | 4        | 4        | Abréviations et symboles : · TT : Total de minutes jouées · MJ : Nombre de matchs joués · MT : Matchs joués en tant que titulaire · : but · : joueur entré · : joueur remplacé · : capitaine · : carton jaune · : carton rouge |
| Yacine Brahimi         | 89       | 87       | 72       | 90       | 338      |             | 4        | 4        | Abréviations et symboles : · TT : Total de minutes jouées · MJ : Nombre de matchs joués · MT : Matchs joués en tant que titulaire · : but · : joueur entré · : joueur remplacé · : capitaine · : carton jaune · : carton rouge |
| Abdelmoumene Djabou    |          |          |          |          |          |             |          |          | Abréviations et symboles : · TT : Total de minutes jouées · MJ : Nombre de matchs joués · MT : Matchs joués en tant que titulaire · : but · : joueur entré · : joueur remplacé · : capitaine · : carton jaune · : carton rouge |
| Foued Kadir            |          | 3        |          |          | 3        |             | 1        |          | Abréviations et symboles : · TT : Total de minutes jouées · MJ : Nombre de matchs joués · MT : Matchs joués en tant que titulaire · : but · : joueur entré · : joueur remplacé · : capitaine · : carton jaune · : carton rouge |
| Attaquants             |          |          |          |          |          |             |          |          | Abréviations et symboles : · TT : Total de minutes jouées · MJ : Nombre de matchs joués · MT : Matchs joués en tant que titulaire · : but · : joueur entré · : joueur remplacé · : capitaine · : carton jaune · : carton rouge |
| Ishak Belfodil         | 31       | 56       | 10       | 18       | 115      |             | 4        | 1        | Abréviations et symboles : · TT : Total de minutes jouées · MJ : Nombre de matchs joués · MT : Matchs joués en tant que titulaire · : but · : joueur entré · : joueur remplacé · : capitaine · : carton jaune · : carton rouge |
| Islam Slimani          | 90       | 34       |          | 18       | 142      | 1           | 3        | 1        | Abréviations et symboles : · TT : Total de minutes jouées · MJ : Nombre de matchs joués · MT : Matchs joués en tant que titulaire · : but · : joueur entré · : joueur remplacé · : capitaine · : carton jaune · : carton rouge |
| El Arbi Hillel Soudani | 1        |          | 80       | 72       | 153      | 1           | 3        | 2        | Abréviations et symboles : · TT : Total de minutes jouées · MJ : Nombre de matchs joués · MT : Matchs joués en tant que titulaire · : but · : joueur entré · : joueur remplacé · : capitaine · : carton jaune · : carton rouge |